# سیارک ۳۲۴۲
سیارک ۳۲۴۲ (به انگلیسی: 3242 Bakhchisaraj، نامگذاری:1979SG9) سه هزار و دویست و چهل و دومین سیارک کشف شده‌است که در ۲۲ سپتامبر ۱۹۷۹ کشف شد.
قدر مطلق سیارک برابر ۱۲٫۳۰ است.